# Batuo
Pour les articles homonymes, voir Buddhabhadra.
Batuo (chinois : 跋陀 ; pinyin : bátuó) ou Fo Tuo (佛陀), a pour nom en sanskrit : Buddhabhadra, est un maître du Dhyāna bouddhiste, originaire d'Inde du Sud, alors appelé par les Chinois, Tianzhu. C'est le premier patriarche du temple de Shaolin. C'est en son honneur que l'empereur Xiaowen de la dynastie Wei du Nord fit construire en 495 le monastère de Shaolin au pied du mont Song.
D'après les registres, il arriva en Chine en 464 et prêcha le bouddhisme theravāda pendant trente ans, jusqu'à la création du monastère.